# デーブ・マクナリー

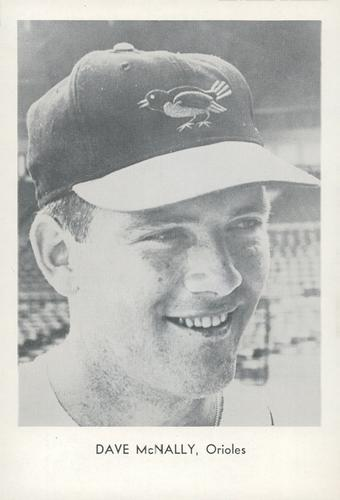
デーブ・マクナリー（1966年）

デビッド・アーサー・マクナリー（David Arthur McNally, 1942年10月31日 - 2002年12月1日）は、アメリカ合衆国モンタナ州ビリングス出身のプロ野球選手（投手）。

## 経歴
1960年にボルチモア・オリオールズと契約。1962年9月26日のカンザスシティ・アスレティックスとのダブルヘッダー第1戦でメジャーデビューし、被安打2の完封で初勝利を飾る。1963年は6月から先発に定着し、7勝8敗・防御率4.58の成績。1964年は途中6連敗を喫するなど9勝11敗・防御率3.67だった。1965年は11勝6敗・防御率2.85を記録。1966年は13勝6敗・防御率3.17、自身初の200イニングとなる213.0イニングを記録し、チームのボルティモア移転後初のリーグ優勝に貢献。ロサンゼルス・ドジャースとのワールドシリーズでは第1戦に先発、ドン・ドライスデールと投げ合い3回途中で降板するが、モー・ドラボウスキーの好リリーフもあってチームは勝利。第2・第3戦と連勝し、王手をかけて迎えた第4戦で再びドライスデールと投げ合い、フランク・ロビンソンの本塁打による1点を守り抜いて4安打完封勝利を挙げ、4連勝で球団史上初のワールドチャンピオンを成し遂げた。1967年は開幕から不調が続き、故障もあって7勝に留まり、チームもリーグ6位に沈んだ。
1968年は7月11日から9月8日にかけて12連勝を記録するなど、後半戦で14勝2敗・防御率1.72をマークし、シーズン通算で自身初の20勝でリーグ2位の22勝（10敗）、リーグ3位の防御率1.95、キャリアハイの202奪三振、リーグトップのWHIP0.84を記録し、MVPの投票で5位に入った。WHIPは左腕投手としては歴代最高記録である。東西2地区制となった1969年は開幕から15連勝を記録し、自身初のオールスターゲームに選出される。終盤に負けが込んだが、20勝7敗・防御率3.22を記録し、チームは2位に19ゲームの大差を付けて地区優勝。ミネソタ・ツインズとのリーグチャンピオンシップシリーズでは、第2戦で延長11回を11奪三振で完封し、シリーズMVPに選出された。ニューヨーク・メッツとのワールドシリーズでは第2戦に先発、ジェリー・クーズマンと投手戦を演じたが、9回に決勝点を奪われ敗戦投手。1勝3敗と王手をかけられて迎えた第5戦にも先発し、3回に自ら先制の2点本塁打を放つが7回3失点で降板、その後決勝点を奪われて3-5で敗れ、チームは1勝4敗で敗退した。
1970年は前半戦は防御率4.32と今ひとつだったが後半戦で9連勝を記録し、24勝9敗・防御率3.22でチームメイトのマイク・クェイヤー、ジム・ペリーと並んで最多勝のタイトルを獲得し、チームも2年連続の地区優勝。ツインズとのリーグチャンピオンシップシリーズでは第2戦に先発し、3失点完投勝利。シンシナティ・レッズとのワールドシリーズでは第3戦に先発して3失点完投勝利を挙げ、6回に投手としてシリーズ史上唯一の満塁本塁打を放つなど活躍し、チームは4年ぶりのワールドチャンピオンとなった。サイ・ヤング賞の投票では2位。1971年は前半戦で13勝を挙げるが故障で約1ヶ月戦線離脱。それでも故障を挟んで13連勝を記録するなど21勝5敗・防御率2.89の成績で、クェイヤー、ジム・パーマー、パット・ドブソンと共に20勝カルテットを形成し、チームは3年連続でリーグ優勝。ピッツバーグ・パイレーツとのワールドシリーズでは第1戦に先発し、自責点0で完投勝利。第5戦では5回途中4失点で敗戦投手となり、王手をかけられる。第6戦では延長10回にリリーフで登板してピンチを凌ぎ、チームのサヨナラ勝利を呼び込む。第7戦でも9回にリリーフで登板するがチームは1-2で敗れ、3勝4敗で敗退した。1972年は開幕から5試合で4完封を記録するなど前半戦で10勝を挙げ、2年ぶりにオールスターゲームに選出される。しかし後半戦で3勝10敗に留まり、防御率2.95ながら13勝17敗と負け越した。1973年は17勝を挙げてチームの2年ぶりの地区優勝に貢献。アスレティックスとのリーグチャンピオンシップシリーズでは第2戦に先発するが、4本塁打を浴びて敗戦投手となり、チームも2勝3敗で敗退。1974年にも16勝を挙げ、チームは2年連続地区優勝。再びアスレティックスとの対戦となったリーグチャンピオンシップシリーズでは第2戦に先発して敗戦投手となり、チームは1勝3敗で敗退した。12月4日にケン・シングルトンらとの交換トレードで、2選手と共にモントリオール・エクスポズに移籍。しかし球団の契約に不満でサインを拒否し、契約なしのままプレイ。これが後にフリーエージェント制度が導入されるきっかけとなった。同年は開幕から3連勝したがその後6連敗を喫し、6月8日を最後に離脱。32歳で引退した。
投手としての主な球種はカーブ、スライダー、パームボール(チェンジアップ)。
(米書　「guide　to　pitchers」より)

2002年に肺がんのため60歳で死去。

## 詳細情報

### 年度別投手成績
| 年 度      | 球 団      | 登 板 | 先 発 | 完 投 | 完 封 | 無 四 球 | 勝 利 | 敗 戦 | セ 丨 ブ | ホ 丨 ル ド | 勝 率 | 打 者 | 投 球 回 | 被 安 打 | 被 本 塁 打 | 与 四 球 | 敬 遠 | 与 死 球 | 奪 三 振 | 暴 投 | ボ 丨 ク | 失 点 | 自 責 点 | 防 御 率 | W H I P |
| ---------- | ---------- | ----- | ----- | ----- | ----- | -------- | ----- | ----- | -------- | ----------- | ----- | ----- | -------- | -------- | ----------- | -------- | ----- | -------- | -------- | ----- | -------- | ----- | -------- | -------- | ------- |
| 1962       | BAL        | 1     | 1     | 1     | 1     | 0        | 1     | 0     | 0        | --          | 1.000 | 31    | 9.0      | 2        | 0           | 3        | 0     | 0        | 4        | 0     | 0        | 0     | 0        | 0.00     | 0.56    |
| 1963       | BAL        | 29    | 20    | 2     | 0     | 0        | 7     | 8     | 1        | --          | .467  | 553   | 125.2    | 133      | 9           | 55       | 4     | 5        | 78       | 7     | 1        | 67    | 64       | 4.58     | 1.50    |
| 1964       | BAL        | 30    | 23    | 5     | 3     | 0        | 9     | 11    | 0        | --          | .450  | 669   | 159.1    | 157      | 15          | 51       | 1     | 9        | 88       | 3     | 0        | 72    | 65       | 3.67     | 1.31    |
| 1965       | BAL        | 35    | 29    | 6     | 2     | 0        | 11    | 6     | 0        | --          | .647  | 824   | 198.2    | 163      | 15          | 73       | 6     | 6        | 116      | 3     | 0        | 69    | 63       | 2.85     | 1.19    |
| 1966       | BAL        | 34    | 33    | 5     | 1     | 2        | 13    | 6     | 0        | --          | .684  | 905   | 213.0    | 212      | 22          | 64       | 1     | 4        | 158      | 9     | 1        | 91    | 75       | 3.17     | 1.30    |
| 1967       | BAL        | 24    | 22    | 3     | 1     | 0        | 7     | 7     | 0        | --          | .500  | 506   | 119.0    | 134      | 13          | 39       | 1     | 2        | 70       | 2     | 0        | 65    | 60       | 4.54     | 1.45    |
| 1968       | BAL        | 35    | 35    | 18    | 5     | 2        | 22    | 10    | 0        | --          | .688  | 1038  | 273.0    | 175      | 24          | 55       | 1     | 10       | 202      | 5     | 1        | 67    | 59       | 1.95     | 0.84    |
| 1969       | BAL        | 41    | 40    | 11    | 4     | 2        | 20    | 7     | 0        | --          | .741  | 1093  | 268.2    | 232      | 21          | 84       | 6     | 5        | 166      | 4     | 1        | 103   | 96       | 3.22     | 1.18    |
| 1970       | BAL        | 40    | 40    | 16    | 1     | 3        | 24    | 9     | 0        | --          | .727  | 1218  | 296.0    | 277      | 29          | 78       | 3     | 7        | 185      | 8     | 0        | 114   | 106      | 3.22     | 1.20    |
| 1971       | BAL        | 30    | 30    | 11    | 1     | 1        | 21    | 5     | 0        | --          | .808  | 899   | 224.1    | 188      | 24          | 58       | 2     | 5        | 91       | 5     | 0        | 75    | 72       | 2.89     | 1.10    |
| 1972       | BAL        | 36    | 36    | 12    | 6     | 2        | 13    | 17    | 0        | --          | .433  | 979   | 241.0    | 220      | 15          | 68       | 15    | 2        | 120      | 1     | 0        | 85    | 79       | 2.95     | 1.20    |
| 1973       | BAL        | 38    | 38    | 17    | 4     | 5        | 17    | 17    | 0        | --          | .500  | 1083  | 266.0    | 247      | 16          | 81       | 6     | 5        | 87       | 5     | 1        | 100   | 95       | 3.21     | 1.23    |
| 1974       | BAL        | 39    | 37    | 13    | 4     | 1        | 16    | 10    | 1        | --          | .615  | 1073  | 259.0    | 260      | 19          | 81       | 6     | 8        | 111      | 4     | 5        | 112   | 103      | 3.58     | 1.32    |
| 1975       | MON        | 12    | 12    | 0     | 0     | 0        | 3     | 6     | 0        | --          | .333  | 358   | 77.1     | 88       | 8           | 36       | 4     | 4        | 36       | 3     | 1        | 50    | 45       | 5.24     | 1.60    |
| 通算：14年 | 通算：14年 | 424   | 396   | 120   | 33    | 18       | 184   | 119   | 2        | --          | .607  | 11229 | 2730.0   | 2488     | 230         | 826      | 56    | 72       | 1512     | 59    | 11       | 1070  | 982      | 3.24     | 1.21    |

- 各年度の太字はリーグ最高

### タイトル
- 最多勝利 1回：1970年

### 記録
- MLBオールスターゲーム選出 3回：1969年, 1970年, 1972年
- WHIP 0.84：1968年（左腕投手で歴代1位）